# Bojarki
Bojarki (biał. Баяркі, Bajarki; ros. Боярки, Bojarki) – wieś na Białorusi, w obwodzie grodzieńskim, w rejonie lidzkim, w sielsowiecie Chodorowce, przy drodze republikańskiej R141.

## Historia
W XIX i w początkach XX w. położone były w Rosji, w guberni wileńskiej, w powiecie lidzkim, w gminie Żołudek. Były własnością Uruskich.
W dwudziestoleciu międzywojennym leżały w Polsce, w województwie nowogródzkim, w powiecie szczuczyńskim (od 29 maja 1929, wcześniej w powiecie lidzkim), w gminie Żołudek. W źródłach z tego okresu występują także pod nazwami: Bojarki Chocianowskie, Bojary Chocianowskie i Bojary Karpieckie.
W 1921 miejscowość liczyła 78 mieszkańców, zamieszkałych w 16 budynkach, w tym 73 Białorusinów i 5 Polaków. 73 mieszkańców było wyznania prawosławnego i 5 rzymskokatolickiego.
Po II wojnie światowej w granicach Związku Sowieckiego. Od 1991 w niepodległej Białorusi.